# Antonios Pepanos
Antonios Pepanos (n. 1866, Patra, Grecia – d. 1918) a fost un înotător ce a reprezentat Grecia, medaliat olimpic. A participat la o ediție a Jocurilor Olimpice (1896) în care a câștigat o medalie de argint.

## Participări
Lista de mai jos prezintă principalele competiții la care a participat Antonios Pepanos de-a lungul carierei.
- Natație la Jocurile Olimpice de vară din 1896 - 500 m liber (masculin)